# Zakrzyn
Zakrzyn – wieś w Polsce położona w województwie wielkopolskim, w powiecie kaliskim, w gminie Lisków.
| SIMC    | Nazwa             | Rodzaj    |
| ------- | ----------------- | --------- |
| 0202778 | Jeziorko          | część wsi |
| 0202784 | Smolarnia         | część wsi |
| 0202790 | Zakrzyn-Baranek   | część wsi |
| 0202809 | Zakrzyn-Dąbrowa   | część wsi |
| 0202815 | Zakrzyn-Glapiniec | część wsi |
| 0202821 | Zakrzyn-Goździec  | część wsi |
| 0202838 | Zakrzyn-Ucząstek  | część wsi |

Na początku XIX wieku Zakrzyn nabył Józef Grzegorz Puchalski, chirurg wojskowy, pułkownik wojsk Księstwa Warszawskiego.
W latach 1975–1998 miejscowość administracyjnie należała do województwa kaliskiego.